# Acetanilid
Acetanilid, antyfebryna – organiczny związek chemiczny, acetylowa pochodna aniliny.

## Zastosowanie
Dawniej stosowany jako lek przeciwgorączkowy, obecnie głównie przy produkcji barwników.

## Właściwości
Jest bezbarwną substancją krystaliczną. Jest słabo rozpuszczalny w wodzie (0,5 g/100 ml; 20 °C), dobrze rozpuszczalny w etanolu (27 g/100 ml; 20 °C).

## Otrzymywanie
Acetanilid można otrzymać w reakcji acetylowania aniliny bezwodnikiem octowym w obecności octanu sodu. Reakcja może być przeprowadzana w układzie dwufazowym anilina-woda lub w homogennym roztworze wodnym w przypadku wstępnego przeprowadzenia aniliny w chlorowodorek. W wyniku reakcji acetanilid wytrąca się w postaci białych kryształów, które można oczyścić przez rekrystalizację z wody.